# FC Paços de Ferreira
Futebol Clube Paços de Ferreira (wym. /ˈpasuʒ ðɨ fɨˈʁɐjɾɐ/ lub /fɨˈʁejɾɐ/, uproszczona polska /pasuż dy fyrajra/ lub /fyrejra/), portugalski klub piłkarski z siedzibą w mieście Paços de Ferreira. 

## Historia
Założony w 1950 roku, trzykrotnie wygrywał rozgrywki drugiej ligi portugalskiej, ostatnio w sezonie 2004/2005. Obecnie klub jest w trakcie budowy nowego stadionu na 25.000 miejsc oraz występuje w rozgrywkach Liga Portugal 2. W sezonie 2007/2008 Paços zajęło piętnaste miejsce w lidze i miało spaść do Liga de Honra. Ostatecznie klub pozostał jednak w gronie pierwszoligowców, bowiem za udział w korupcji do drugiej ligi zdegradowano Boavistę.

## Europejskie puchary
Legenda do wszystkich tabel:
- Q – runda eliminacyjna, 1/16, 1/8, 1/4, 1/2 – odpowiednia faza rozgrywek, Grupa – runda grupowa, 1r gr – pierwsza runda grupowa, 2r gr – druga runda grupowa, F – finał, R – runda, PO – play-off
- k. – rzuty karne, los. – losowanie, Dogr. – dogrywka, w. – zasada bramek strzelonych na wyjeździe

| Sezon   | Rozgrywki               | Runda   | Przeciwnik              | Dom | Wyjazd | Ogólnie    |
| ------- | ----------------------- | ------- | ----------------------- | --- | ------ | ---------- |
| 2007/08 | Puchar UEFA             | 1R      | AZ Alkmaar              | 0–1 | 0–0    | 0–1        |
| 2009/10 | Liga Europy             | 2Q      | Zimbru Kiszyniów        | 1–0 | 0–0    | 1–0        |
| 2009/10 | Liga Europy             | 3Q      | Bene Jehuda             | 0–1 | 0–1    | 0–2        |
| 2013/14 | Liga Mistrzów           | PO      | Zenit Petersburg        | 1–4 | 2–4    | 3–8        |
| 2013/14 | Liga Europy             | Grupa E | ACF Fiorentina          | 0–0 | 0–3    | 3. miejsce |
| 2013/14 | Liga Europy             | Grupa E | Dnipro Dniepropietrowsk | 0–2 | 0–2    | 3. miejsce |
| 2013/14 | Liga Europy             | Grupa E | Pandurii Targu Jiu      | 1–1 | 0–0    | 3. miejsce |
| 2021/22 | Liga Konferencji Europy | 3Q      | Larne                   | 4–0 | 0–1    | 4–1        |
| 2021/22 | Liga Konferencji Europy | PO      | Tottenham Hotspur       | 1–0 | 0–3    | 1–3        |